# Kadji Sports Academy
A Kadji Sports Academy, ou Academia de Esportes Kadji é uma academia esportiva e associação de futebol de Békoko, Douala, na República dos Camarões. Revelou o renomado atacante camaronês Samuel Eto'o.